# گمینا پورانبکا
گمینا پورانبکا (به لهستانی:  Gmina Porąbka) یک گمینا در لهستان است که در شهرستان بیلسکو واقع شده‌است. گمینا پورانبکا ۶۴٫۵۹ کیلومتر مربع مساحت و ۱۴٬۷۰۳ نفر جمعیت دارد.